# تپه قلعه کهنه سیدصارم
تپه قلعه کهنه سیدصارم در شهرستان بانه، بخش نمشیر، روستای سیدصارم واقع شده و این اثر در تاریخ ۱۹ مرداد ۱۳۸۴ با شمارهٔ ثبت ۱۲۷۹۶ به‌عنوان یکی از آثار ملی ایران به ثبت رسیده است.